# رونالد واتريوس
رونالد واتريوس (بالهولندية: Ronald Waterreus)‏ هو لاعب كرة قدم هولندي في مركز حراسة المرمى، ولد في 25 أغسطس 1970 في Lemiers ‏ في ألمانيا. شارك مع منتخب هولندا لكرة القدم. أما مع النوادي، فقد لعب مع إي زد ألكمار ورودا كيركراده ومانشستر سيتي ونادي آيندهوفن ونادي رينجرز ونيويورك ريد بولز.

## وصلات خارجية
- رونالد واتريوس على موقع الدوري الأمريكي (الإنجليزية)
- رونالد واتريوس على موقع قاعدة بيانات كرة القدم.إي يو (الإنجليزية)
- رونالد واتريوس على موقع ناشيونال فوتبول تيمز (الإنجليزية)
- رونالد واتريوس على موقع Soccerbase.com (لاعب) (الإنجليزية)
- رونالد واتريوس على موقع عالم كرة القدم.نت (الإنجليزية)